# King of Everything (альбом Jinjer)
King of Everything (укр. Король усього) — третій студійний альбом українського метал-гурту Jinjer, який вийшов 29 липня 2016 року на лейблі Napalm Records.

## Про альбом
Вихід платівки став для гурту значною подією, адже вийшов на провідному лейблі важкої музики — австрійському Napalm Records. Співпраця з лейблом розпочалася після того, як гурт випустив перший сингл із альбому «Sit Stay Roll Over» та відео до нього.
Через два тижні після презентації відео президент Napalm Records Томас Касер запропонував гурту контракт. Після цього гурт представив ще два сингли: «Words of Wisdom» (15 квітня 2016) та «I Speak Astronomy» (20 липня 2016). Процес запису альбому було задокументова, окремі моменти запису гурт виставляв у вигляді серії щоденників на своєму YouTube каналі. Щодо концепції альбому, то басист колективу, Євген Костюк, зазначив таке:
|  | Ми як люди народились вільними і щасливими. Безвідносно до релігії, держави, суспільства... Ми вільні у виборі нашого шляху щоб розкрити себе. Ми вільні робити те, що захочемо, не спричиняючи шкоду людям, які нас оточують. Але через певний час нас обманює «Король», він обдурює і поневолює нас. |

## Список композицій
| #     | Назва                | Тривалість |
| ----- | -------------------- | ---------- |
| 1.    | «Prologue»           | 2:51       |
| 2.    | «Captain Clock»      | 4:46       |
| 3.    | «Words of Wisdom»    | 3:39       |
| 4.    | «Just Another»       | 4:14       |
| 5.    | «I Speak Astronomy»  | 5:51       |
| 6.    | «Sit Stay Roll Over» | 4:42       |
| 7.    | «Under the Dome»     | 4:52       |
| 8.    | «Dip a Sail»         | 4:13       |
| 9.    | «Pisces»             | 5:05       |
| 10.   | «Beggar's Dance»     | 2:06       |
| 42:01 |                      |            |